# 大村大空襲
大村大空襲（おおむらだいくうしゅう）は、第二次世界大戦中の1944年10月25日、インドに本拠地を置く第20爆撃集団隷下のアメリカ陸軍航空軍第58爆撃団の戦略爆撃機B-29がマッターホルン作戦(英語： Operation Matterhorn)として中国の成都近郊に配置した4つの前進基地から飛来して行った日本本土空襲のひとつ。長崎県大村市の第21海軍航空廠を第一目標とし計78機のB-29が出撃、うち59機が爆撃した。これにより、人的被害とともに工場の壊滅的被害を受けた。その後、諫早市などへの工場の分散配置などが行われた。戦後、慰霊塔が建立され慰霊祭（イレイサイ）が行われている。

## 概要
長崎県の大村は、戦前および戦中において、1897年に陸軍歩兵第46連隊が設置され、 1922年に大村海軍航空隊が設置された。その隣接地に1941年に第21海軍航空廠が置かれた。ここで航空機製造、整備等が行われた。
1937年8月15日には、大村海軍基地から中国の南京へ木更津海軍航空隊の九六式陸上攻撃機20機による空爆が行われた。これは「渡洋爆撃」として大きく報道された。
第21海軍航空廠を始めとした軍事施設や軍事関連産業が集まった大村は人口が増加し、1町5か村が合併して1942(昭和17)年に大村市が誕生した。まさに「軍都」であり「空都」として発展した。
太平洋戦争中、大村市はたびたび空襲を受けたが、とくに、1944年（昭和19年）10月25日の第21海軍航空廠を爆撃目標とした空襲を大村大空襲とよぶ。

## 経過
インドに本拠地を置いていたアメリカ陸軍航空軍第58爆撃団の戦略爆撃機B-29が、作戦(野戦命令13号、ミッション番号13)実施の数日前に、中国の成都周辺にあった4つの飛行場に分散して集合した。作戦当日、1944年10月25日未明に離陸、大村空襲に向かった。中国海岸近くで集合し、男女群島に編隊を組みながら向かった。そこから五島列島南にある黄島(おうしま)上空へ向かった。ここを攻撃始点として、西彼杵半島を横断、大村湾上空を通過して大村市へ来襲した。爆弾投下後、左に反転して佐世保付近、済州島付近を経由して成都へ帰って行った。

## 慰霊
毎年、10月25日に、第21海軍航空廠の防空壕遺構が保存されている慰霊塔公園で慰霊祭が行われている。遺族や関係者など100名ほどが出席している。

## 大村大空襲をテーマにした作品
- 森川タカシ『まんが大村空襲　大村高女と第21航空廠物語』2017年6月10日。